# Cavallo Bianco di Cherhill
Il Cavallo Bianco di Cherhill (in inglese Cherhill White Horse o anche Oldbury White Horse) è la figura stilzzata di cavallo che si trova sul pendio di una collina nel territorio di Cherhill, parrocchia civile nel Wiltshire, Inghilterra. Il geoglifo è descritto dal National Trust, risale alla fine del XVIII secolo ed è la seconda più antica delle iconiche figure di cavalli sul terreno del Wiltshire.

## Storia

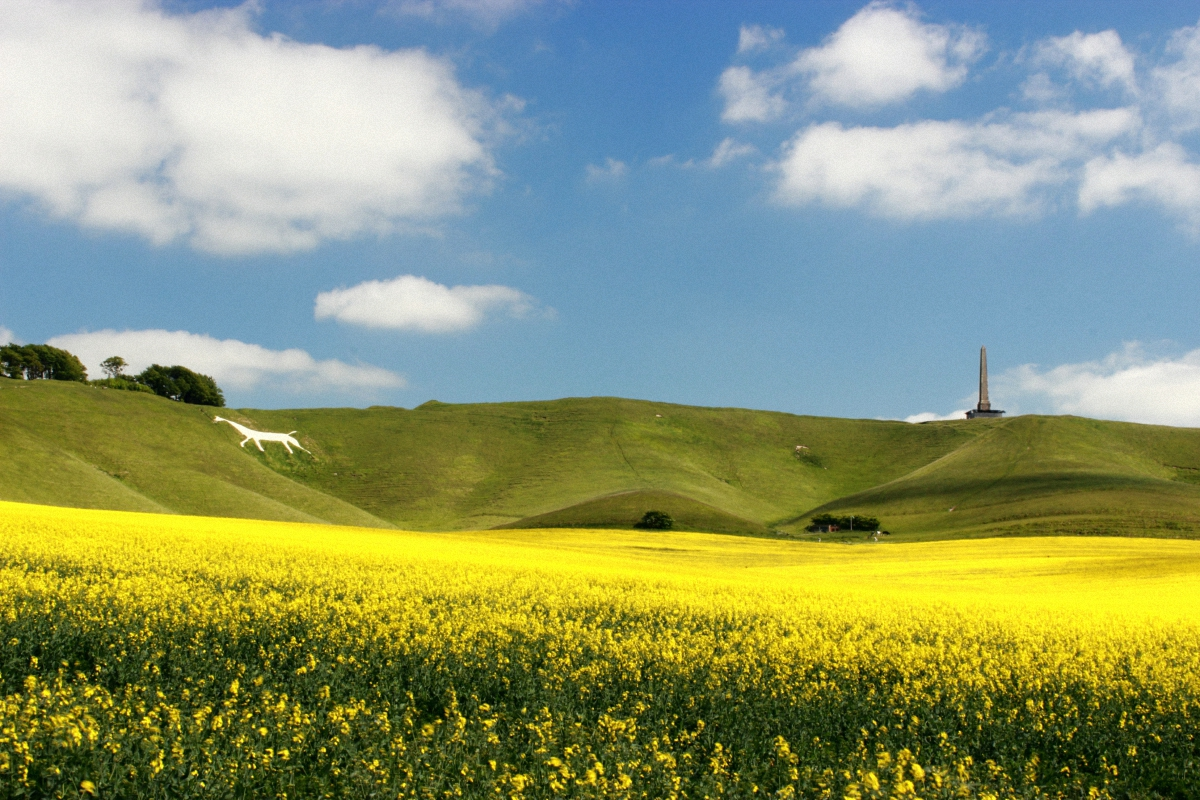
Il cavallo Bianco di Cherhill sulla collina denominata Cherhill Down col suo obelisco

Il cavallo bianco di Cherhill, indicato anche come cavallo bianco di Oldbury, è uno degli otto cavalli bianchi rimasti nel Wiltshire. Storicamente, nel Wiltshire, ci sono stati 13 cavalli bianchi scolpiti nel gesso che si trova naturalmente negli strati superficiali del terreno, ma ora ne rimangono solo otto. Queste figure sono state realizzate eliminando il manto erboso dalle colline per esporre il gesso bianco sottostante, creando così figure molto ben definite e visibili per miglia intorno, alcune di queste risalenti fino ad epoche preistoriche. Questa è la seconda più antica delle figure di cavalli nel Wiltshire, intagliata sulla collina nel 1780, è stata probabilmente ispirata dal cavallo bianco più antico del Wiltshire a Westbury. A sua volta, il cavallo di Cherhill ha ispirato il design del cavallo bianco di Alton Barnes.

## Descrizione
Il cavallo Bianco di Cherhill si trova a sud della A4, a circa 3 miglia a est di Calne, vicino al villaggio di Cherhill. Con Calstone e Cherhill Downs costituisce un sito biologico di speciale interesse scientifico di 128,6 ettari nel Wiltshire, notificato nel 1971. Il cavallo è una figura collinare su Cherhill Down. Il geoglifo si trova sul pendio di un'altura dove è stato messo allo scoperto il sottostante strato di gesso bianco. Vicino ci sono sia il castello di Oldbury sia il monumento di Lansdowne. Questa scultura sul terreno deve essere mantenuta con una manutenzione regolare svolta da un gruppo di volontari. Il sito del Cherhill White Horse è di proprietà del National Trust ed è aperto al pubblico per le visite ma non è possibile camminare sul monumento di gesso, per motivi di conservazione.
Il sito si trova sul percorso denominato White Horse Trail, da fare a piedi su una distanza di 94 miglia, che comprende tutti gli otto cavalli bianchi del Wiltshire. Di interesse notevole la Cherhill Down sulla quale si trova la scultura con la fortezza collinare dell'età del ferro (o proabilmente anche del bronzo) e il suo obelisco che si affacciano sul Calstone Coombes.